# Jennifer Rachel Landon
Jennifer Rachel Landon eller blot Jen Landon (født 29. august 1983 i Malibu) er en Daytime Emmy-vindende skuespillerinde, der spiller Gwen Norbeck Munson i serien As the World Turns.

## Udvalgt filmografi
Landon er overvejende kendt for sin medvirken i TV-serier.
Hun har blandt andet medvirket i:
- Yellowstone (2020-2023) i rollen som Teeter, 27 episoder.
- FBI: Most Wanted (2021-2022) i rollen som Sarah Allen, 16 episoder.
- Animal Kingdom (2017-2022) i rollen som Amy Wheeler, 13 episoder.
- The Young and the Restless (2012-2020) i rollen som Heather Stevens, 29 episoder.
- As the World Turns (2005-2010) i rollen som Gwen Norbeck Munson, 496 episoder.

## Priser og nomineringer
Landon er tredobbelt vinder af Emmy-prisen Outstanding Younger Actress in a Drama Series for sin rolle som Gwen Norbeck Munson i As the World Turns. De tre priser vandt hun i henholdsvis 2006, 2007 og 2008.

## Privat
Landon er datter af Cindy Clerico og skuespiller Michael Landon.